# Храм Мут
Храм Мут — сохранившийся до наших дней культовый центр древнеегипетской богини Мут в Карнаке (Луксор). Комплекс сооружений находится в километре к югу от Карнакского храма. Занимаемая площадь — около 20 акров. Центральную постройку окружает существующее с древних времён естественное озеро.
Большой вклад в обустройство храма внесла женщина-фараон Хатшепсут (XV век до н. э.).
Первые зарисовки развалин и план храма сделаны во время Египетского похода Наполеона в 1798—1801 годах. В 1842 и 1845 годах здесь проводил малоуспешные археологические раскопки французский учёный Огюст Мариетт.
В 1895—1897 годах проведены археологические исследования англичанками Маргарет Бенсон и Джанет Гурлэй. Затем археологические изыскания возобновились лишь в 1920 году. Ныне (с 1976 года) местность изучается специалистами Бруклинского музея (США).